# Akonolinga
Akonolinga é uma cidade dos Camarões localizada na província do Centro. Akonolinga é a capital do departamento de Nyong-et-Mfoumou.